# Rhenium(VII)-oxid
Rhenium(VII)-oxid Re2O7 ist eine chemische Verbindung und zählt zu den Oxiden des Rheniums. Es ist ein gelber hygroskopischer Feststoff. Im Vergleich zum instabilen und explosiven Mangan(VII)-oxid ist Rhenium(VII)-oxid deutlich stabiler.

## Gewinnung und Darstellung
Rhenium(VII)-oxid  entsteht beim Erhitzen von Rhenium oder Rheniumverbindungen an der Luft.
{\displaystyle {\ce {4Re + 7O2 -> 2Re2O7}}}

## Eigenschaften

### Physikalische Eigenschaften
Rhenium(VII)-oxid kristallisiert in einer orthorhombischen Kristallstruktur mit der Raumgruppe P212121 (Raumgruppen-Nr. 19). Die Gitterkonstanten sind a = 1250 pm, b = 1520 pm und c = 540 pm. Im Kristall bildet Rhenium(VII)-oxid ReO4-Tetraeder und ReO6-Oktaeder, die sich einander abwechseln und über die Ecken verknüpft sind.

### Chemische Eigenschaften
Rhenium(VII)-oxid ist sehr hygroskopisch und löst sich gut in Wasser. Beim Lösen bildet sich die starke Säure Perrheniumsäure. Rhenium(VII)-oxid wird durch Wasserstoff bei 300 °C zu Rhenium(IV)-oxid reduziert.

## Verwendung
Rhenium(VII)-oxid ist ein Zwischenprodukt bei der Gewinnung von elementarem Rhenium. Es entsteht beim Rösten von rheniumhaltigen Manganerzen. Das Rhenium(VII)-oxid wird nach der Abtrennung vom übrigen Flugstaub in Wasser gelöst. Aus der dabei entstandenen Perrheniumsäure wird das Rhenium als Ammoniumperrhenat ausgefällt und mit Wasserstoff zum Element reduziert.
Rhenium(VII)-oxid kann als Katalysator in verschiedenen Reaktionen der organischen Chemie verwendet werden. So können mit Hilfe von Rhenium(VII)-oxid Alkane in Carbonsäuren überführt werden. Weitere durch Rhenium(VII)-oxid katalysierte Reaktionen sind Metathese-Reaktionen von Olefinen. Aus Rhenium(VII)-oxid kann der Katalysator Methyltrioxorhenium (MTO) gewonnen werden.